# Incidente de la Gran Mezquita
El incidente de la Gran Mezquita o toma de la Gran Mezquita —llamada Másyid al-Haram y ubicada en La Meca (Arabia Saudita)—, fue un atentado terrorista que se prolongó por dos semanas, entre noviembre y diciembre de 1979, durante un momento crítico para el régimen de la familia Sa‘ud, que entonces se encontraba amenazado tanto por movimientos locales como regionales.
El 20 de noviembre de 1979, Juhayman Ibn Muhammad Ibn Sayf al-‘Utaybi, líder del Grupo Salafí para la Promoción de la Virtud y la Prevención del Vicio, al-Jama‘a al-Salafiyya al-Muhtasiba, tomó la Gran Mezquita acompañado de un grupo armado de entre 200 y 1500 seguidores. La captura del sitio sagrado más importante del islam se prolongó hasta el 4 de diciembre. Los reclamos de la organización liderada por Juhayman al-‘Utaybi tenían una tendencia político-religiosa que, entre otras cosas, exigían el reconocimiento de Mohammad al-Qahtani como mahdi y la caída del régimen encabezado en ese momento por el rey Jálid bin Abdulaziz.

## Antecedentes del islam político en Arabia Saudí
La cuestión central sobre la relación religión-Estado en Arabia Saudí es la determinación del grado en que el Estado depende de las instituciones religiosas o el nivel en que el Estado es capaz de dirigir su impacto social y desarrollo, incluso al punto de controlarlas. La historia saudí contemporánea está marcada por la oscilación del péndulo de la influencia relativa de un extremo a otro, con el Estado algunas veces afirmando grandes niveles de poder y autoridad y las instituciones religiosas a veces adquiriendo gran poder e influencia sobre el Estado.
En este entorno, las organizaciones político-islámicas tuvieron un gran desarrollo en Arabia Saudí entre 1950 y 1980 en el marco del surgimiento de corrientes panarabistas, nacionalistas y comunistas en la región de Medio Oriente. En la década de 1950, diversos regímenes nacionalistas llegaron al poder en Medio Oriente, siendo el caso egipcio el más emblemático bajo la figura de Gamal Abdel Nasser. El líder egipcio discutió el panarabismo como una opción para enfrentar diferentes obstáculos que sufrían los países de la región. A su vez, Egipto se acercó profundamente a la Unión Soviética en el contexto de la Guerra Fría para hacer frente a las consecuencias de la nacionalización del Canal de Suez de 1956 que lo había alejado de los gobiernos occidentales. Arabia Saudí, entonces, se sintió amenazado por el secularismo inherente a estos regímenes panárabes y a la ideología soviética, por lo que el Rey Faisal decidió crear un bloque alterno bajo el principio de la “solidaridad islámica” (al-tadamun al-islami).
El monarca saudí entendió que, para hacer frente al movimiento nasserista, el reino tenía que instrumentalizar al islam como recurso simbólico, como una contraideología, por lo que recibió con los brazos abiertos a todos aquellos políticos y eruditos religiosos reprimidos en otros Estados, como Egipto. En este contexto surgieron la Universidad Islámica de Medina y la Liga del Mundo Islámico. Malcolm Kerr llamó a este periodo de tensión “La Guerra Fría Árabe” en el que el nasserismo fue respaldado por la Unión Soviética, mientras que el islamismo era alentado por Estados Unidos.
El año de 1979 trajo consigo grandes desafíos para el reino saudí, tanto internos como externos. A lo largo de la década de 1970 se detonó un cambio en el ambiente doméstico que pronto se reflejó en críticas al sistema de gobierno. Lo anterior fue totalmente aparente con la toma de la Gran Mezquita de Meca en noviembre de 1979. Diversos factores políticos, económicos y sociales estaban entrecruzados en este nuevo reto interno para el régimen, irónicamente una gran cantidad de los nuevos opositores surgieron de sectores de la sociedad que anteriormente tuvieron un fuerte apoyo del Estado Saudí. El régimen era amenazado por militantes religiosos educados por las nuevas estructuras de educación islámica que se crearon en los años anteriores, algunos de los miembros del grupo que tomó la mezquita de Meca asistieron a lecciones en la Facultad de Leyes de la Universidad de Medina.

## Contexto económico y social en Arabia Saudí
La era del Rey Faisal (1964-1975) se reconoce como un periodo de modernización y desarrollo, durante el cual mucha de la infraestructura del reino fue construida. Para lograrlo, el Rey Faisal y el Gran Mufti, Muhammad ibn Ibrahim Al- al Shaykh, se unieron para proveer una justificación religiosa al progreso del reino, enfocándose en el desarrollo de la nación y de los ciudadanos. La justificación religiosa serviría para mantener en calma a los islamistas dentro del reino.
Hacia el final de la década de 1970, el Estado saudí y su sociedad estaban ya inmersos en un proyecto de modernización patrocinado por el esplendor petrolero. En esta década comenzó una fuerte mejoría en la calidad de vida de la población y una expansión en servicios de seguridad social, se instauró la gratuidad en atención médica y se otorgaron subsidios a servicios públicos, ciertos alimentos, agua y rentas. Este tipo de medidas políticas proveyeron al estado Saudi con protección contra la oposición interna, incluyendo la islámica.
No obstante, a pesar de los esfuerzos del gobierno para impedir rebeliones dentro del reino a través de la mejora de los servicios públicos, grandes sectores de la población veían que los ingresos petroleros se convertían en corrupción, otros más no eran partícipes de la repartición económica, ciertas minorías eran tratadas como ciudadanos de segunda clase, como los chiíes en la provincia occidental del Reino Saudí; y ciertos sectores de la oposición islámica no concordaban con la visión monárquica que regía sobre los súbditos saudíes, ni con la estrecha relación entre la élite gobernante con la hegemonía occidental estadounidense. Dentro de esta ola de movimientos de la década de 1970, surgió el Partido Comunista Saudí en 1975, el cual, aunque no tuvo mucha fuerza política, aglutinó a algunos sectores de la clase trabajadora, campesinos, estudiantes y a algunas poblaciones nómadas.

## Ideología de Juhayman Ibn Muhammad Ibn Sayf al-‘Utaybi
Juhayman Ibn Muhammad Ibn Sayf al-‘Utaybi era líder del Grupo Salafí para la Promoción de la Virtud y la Prevención del Vicio, al-Jama‘a al-Salafiyya al-Muhtasiba El salafismo como ideología asciende al discurso islámico durante la década de 1960, cuando el gobierno saudí proyectó al islamismo como política exterior. El académico religioso de origen sirio, Nasir al-Din al-Albani, introdujo el término a la esfera saudí. Para al-Albani era necesario que los musulmanes se apartaran de las restricciones de una tradición innecesaria y desviada de las escuelas del fiqh. La influencia de al-Albani se institucionalizó a través de la Universidad Islámica de Medina y tras la creación del al-Jama‘a al-Salafiyya al-Muhtasiba en 1966. El salafismo de este grupo, a su vez, hacía un llamado hacia el regreso al espíritu de los ancestros rectos, al-salaf al-salih; y al rechazo de la bid‘a y de la corrupción.
La politización del movimiento se dio cuando al-‘Utaybi se convirtió en el líder de la organización. Desde 1977 criticaron especialmente las tasas de interés adoptadas por los bancos saudíes, a las que señalaron como usura, prohibida en los textos religiosos. Alrededor del mismo periodo, Juhayman al-‘Utaybi declaró que un sueño le había confirmado que Muhammad al-Qahtani, antiguo imam de la mezquita al-Ruwayl en Riad, era el Mahdi. Al-Qahtani reunía los atributos descritos en los hadiths correspondientes: su nombre era Muhammad Ibn Abdallah, como el Profeta, se hacía llamar sharif, lo que lo hacía un descendiente del Profeta; y su apariencia física se adecuaba a las descripciones del Mahdi.

## Captura y sitio de la Gran Mezquita de Meca
A fines de 1978, al-Jama‘a al-Salafiyya al-Muhtasiba comenzó a equiparse con armamento proveniente como contrabando de Yemen y a entrenarse en su uso en las afueras de Meca y Medina. Las autoridades saudíes estaban al tanto de la existencia de importaciones ilegales de armas y expresiones de descontento dentro de algunos grupos sociales e incluso príncipes. En septiembre de 1979, el Estado saudí se sintió amenazado por la distribución de numerosos volantes ilegales, los cuales llamaban a la restauración de la pureza del islam, al derrocamiento del gobierno de agentes despóticos y la expulsión de todos los extranjeros.
En este contexto, el 20 de noviembre de 1979, Juhayman Ibn Muhammad Ibn Sayf al-‘Utaybi y su grupo de salafistas provenientes de Arabia Saudí, Egipto, Kuwait, Yemen e Irak capturaron la Gran Mezquita de Meca, al-Masjid al-Haram. Al-‘Utaybi se había inspirado en un hadith citado por el compilador Abu Dawud que predecía la llegada del reformista religioso al principio de cada siglo, así que decidió emprender su ataque el primer día del año 1400 de la Hijrah. Al‘Utaybi había planeado el secuestro del rey y otros miembros de la familia real, pero ellos no estaban presentes, por lo que decidieron mantener a 130 personas como rehenes.
El sitio duró dos semanas, en las cuales Juhayman al-‘Utaybi y su grupo expresaron diversos reclamos. Jon Armajani detecta cinco principales:
(1) Deseo de derrocar a la familia real saudí por el uso incorrecto de la riqueza;
(2) Oposición al sistema de gobierno saudí basado en la monarquía, un sistema para el que no hay base en el Corán o Hadith;
(3) Creencia de que los legítimos gobernantes musulmanes son elegidos por creyentes musulmanes; los gobernantes deben rechazar la opresión;
(4) Convicción de que a todos los no-suníes deberían negarles la oportunidad de realizar el hajj y de participar en cualquier asunto de Estado; y
(5) Creencia de que el Estado debería interrumpir todas sus relaciones con los países occidentales y operar de una manera completamente independiente de ellos.
El incidente tomó por sorpresa a las autoridades saudíes. El príncipe heredero Fahd bin Abdulaziz estaba de visita en Túnez, mientras que el rey Jálid se encontraba totalmente impactado. Discursos de Juhayman al-‘Utaybi fueron grabados y reproducidos desde el techo de la mezquita por medio de grandes bocinas. Los ‘ulama saudíes tuvieron que expedir una fatwa que permitiera el uso de la fuerza en el lugar, ya que está prohibido combatir en lugares sagrados.
El 4 de diciembre de 1979, la fuerza saudí retomó el control de la mezquita. En la operación participaron tres oficiales franceses de fuerzas especiales sin que su participación involucrara conversión al islam como aseguran algunas fuentes.[2] Los rebeldes capturados fueron juzgados y sentenciados a muerte. La mañana del 9 de enero de 1980, 63 personas fueron ejecutadas en 8 ciudades saudíes diferentes. La lista de convictos incluía a 41 saudíes, 10 egipcios, 6 yemeníes del sur, 3 kuwaitíes, 1 yemení del norte, 1 iraquí y 1 sudanés.

## Repercusiones sociales y políticas
Como resultado de la toma de la Gran Mezquita, la revolución iraní y los movimientos sociales de la minoría chiita en la provincia este de Arabia Saudí inspirados por esta, todo ello ocurrido en 1979; en el plan quinquenal 1980-85 el gobierno saudí implementó un plan de desarrollo integral que involucró la reinserción de políticas islámicas en su agenda: construcción de nuevas mezquitas, revitalización de una educación islámica estricta en las escuelas nacionales, una aplicación renovada de códigos morales islámicos de austeridad y reforzamiento en la restricción del rol de la mujer en el campo laboral.
Los derechos de las mujeres saudíes se vieron gravemente afectados tras 1979, se promulgaron leyes para prevenir que viajaran o iniciaran un negocio sin un representante masculino de su familia, se suspendieron las becas escolares para las mujeres, mujeres que trabajaban como secretarias fueron despedidas, mujeres periodistas dejaron de aparecer en televisión y, en algunos lugares, salones de belleza fueron clausurados.